# Droits LGBT au Japon
Certaines anciennes chroniques japonaises décrivent des scènes que les universitaires occidentaux considèrent comme les premiers récits de l'homosexualité au Japon.
Avant la période moderne, il a existé dans l'histoire du Japon quelques lois qui réglementaient le comportement sexuel. La sodomie est interdite légalement en 1873 mais la loi est abrogée sept ans plus tard par la mise en place du code pénal de 1880 modelé sur le code napoléonien.
Les termes historiques pour désigner les personnes homosexuelles étaient shudō (衆道), wakashudō (若衆道) et nanshoku (男色).
Les termes modernes sont dōseiaisha (同性愛者, littéralement « personne pratiquant l'amour du même sexe »), gei (ゲイ, gay), homo ou homosekusharu (ホモ, homo, ホモセクシャル, homosexuel), rezu ou rezubian (レズ, les, レズビアン, lesbienne).

## Dans l'ancien Japon
Le terme japonais nanshoku (男色, qui peut également se lire danshoku) est la reprise des mêmes caractères chinois qui signifient littéralement « couleurs mâles ». Le caractère 色 (couleur) désigne encore aujourd'hui le plaisir sexuel en Chine et au Japon. Ce terme était très utilisé dans la période pré-moderne japonaise pour désigner les relations sexuelles homosexuelles. Le terme shudō (衆道) (abréviation de wakashudō, la « voie des adolescents garçons ») est aussi utilisé, surtout dans les œuvres anciennes.
Plusieurs descriptions d'actes homosexuels existent dans les œuvres littéraires anciennes mais la plupart sont trop subtiles pour être facilement repérées car les manifestations d'affection entre personnes du même sexe étaient courantes. Les premières sources certaines datent de l'époque de Heian vers le XIe siècle. Dans Le Dit du Genji (源氏物語), écrit au début du XIe siècle, les hommes sont souvent attirés par la beauté des jeunes. Dans une scène, le héros est repoussé par une femme et part dormir avec son petit frère :
« Genji tira le garçon pour le mettre à ses côtés. [...] Genji, pour sa part, trouvait le garçon plus attirant que sa sœur frileuse. »
Le Dit du Genji est certes un roman mais il existe quelques récits de la même époque qui contiennent également des descriptions d'actes homosexuels. Certaines d'entre elles impliquent même des empereurs avec des « beaux garçons destinés à des fins sexuelles ».

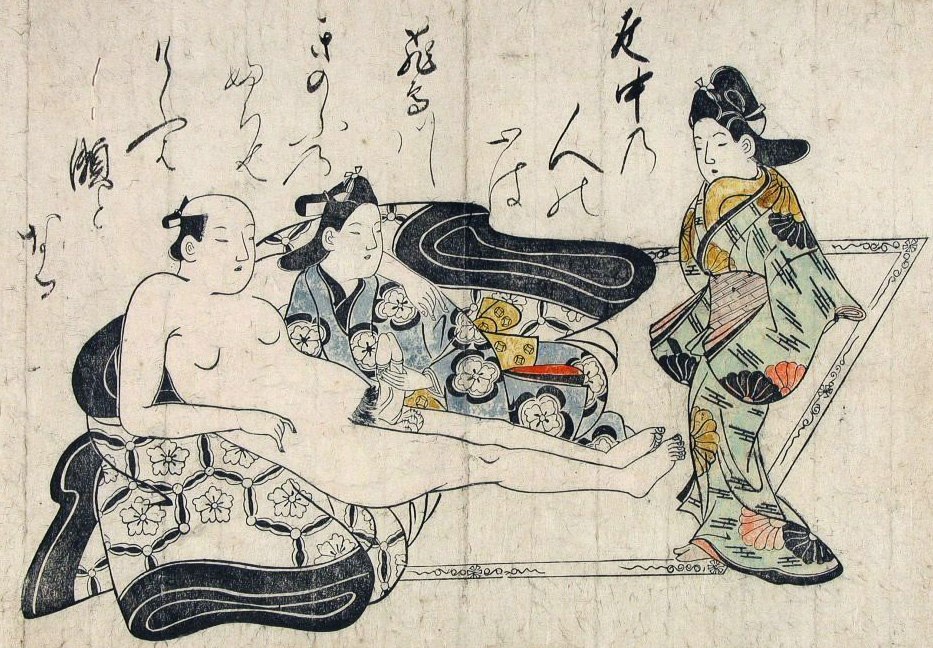
Couple d'hommes sur un futon
Un homme allongé avec un wakashū converse avec un autre. Peut-être le premier dessin nanshoku érotique, et le premier exemplaire de ukiyo-e en couleur dans le style shunga (érotique). Réalisé vers 1680.
Hishikawa Moronobu (1618–94); format Ōban, 10.25" × 15"; Encre et couleurs sumi sur papier ; Collection privée.

Il existe également des scènes qualifiées de « problème d'identité sexuelle » dans d'autres œuvres littéraires, comme l'histoire d'un jeune homme tombant amoureux d'une fille qui est en fait un homme travesti.

### Amours homosexuelles dans le «clergé» shintoïste
Les relations Nanshoku à l'intérieur des monastères shintoïstes étaient surtout d'ordre pédérastiques, il s'agissait de relations structurées selon l'âge où le plus jeune partenaire n'était pas considéré comme adulte. Le partenaire le plus âgé, nenja (« amant » ou « admirateur »), était souvent un bonze, et le plus jeune était probablement un aide (chigo, 稚児) prépubère ou adolescent. Les rapports n'avaient plus lieu une fois que les garçons devenaient adultes (ou quittaient l'établissement). Les deux partenaires étaient encouragés à traiter leur relation de façon sérieuse et à la mener honorablement et le nenja se devait d'écrire un vœu de fidélité. En dehors des monastères, les bonzes étaient considérés comme ayant une prédilection particulière pour les prostitués mâles, ce qui était le sujet de nombreuses d'histoires drôles.
Il n'y a jamais eu dans le shintoïsme d'opposition à l'homosexualité. Les contemporains de l'époque d'Edo étaient libres de représenter les kami (dieux japonais) dans des actes sexuels impliquant la sodomie les uns avec les autres. Durant le shogunat Tokugawa, plusieurs dieux shinto, surtout Hachiman, Myōshin-ji, Shinmei et Tenjin, étaient considérés comme les divinités gardiennes du nanshoku (amours homme–homme). L'écrivain de l'époque Ihara Saikaku plaisante en disant que puisqu'il n'y a aucune femme dans les trois premières générations de la généalogie des dieux décrite dans le Nihon shoki, les dieux ont forcément eu des relations homosexuelles — ce que Saikaku considère comme la vraie origine du nanshoku.

### Amours homosexuelles dans la vie militaire
À l'origine réservées aux cercles religieux, les relations homosexuelles se répandent ensuite dans la classe des samouraïs où il était coutume pour un jeune garçon (wakashū) d'apprendre les arts martiaux auprès d'un homme plus expérimenté. Celui-ci pouvait, si le garçon était d'accord, faire de lui son amant jusqu'à ce qu'il atteigne l'âge adulte. Ce type de relation, qualifiée d'« accord fraternel », devait être fidèle et les deux partenaires juraient de n'avoir aucun autre amant (hommes). Cette pratique, tout comme la pédérastie parmi les religieux shintoïstes, développa un système codifié de l'homosexualité structuré selon l'âge appelé shudō (abréviation de wakashūdo, la « voie des wakashū »). Le partenaire le plus âgé, nenja, enseignait au wakashū les arts martiaux, l'étiquette du guerrier et le code d'honneur des samouraïs, et le désir d'être un bon modèle pour son élève le conduisait à se comporter plus honorablement. La relation shudō était ainsi considérée comme ayant un « effet d'anoblissement mutuel ». De plus, les deux partenaires devaient être fidèles jusqu'à la mort et aider l'autre dans ses devoirs féodaux et dans ses obligations de défendre son honneur comme lors des duels ou des vengeances. Bien que les rapports sexuels devaient se terminer lorsque le garçon devenait adulte, la relation développait, dans l'idéal, un lien indéfectible d'amitié. Durant cette période, les rapports avec des femmes n'étaient pas interdits (pour aucun des deux partenaires) et, une fois que le garçon avait atteint l'âge adulte, les deux étaient libres de chercher d'autres amants wakashū.
Durant l'époque d'Edo, les relations samouraïes shudō étaient strictement codifiées, le nenja était le partenaire actif, désirant, pénétrant, tandis que le plus jeune était considéré comme soumis aux envies sexuelles du nenja, loyal, affectueux et ayant peu de désirs sexuels. Dans la classe des samouraïs, il n'était pas permis aux hommes adultes de prendre la place du wakashū. Seuls les garçons pré-adultes (appelés plus tard « hommes de la classe inférieure ») étaient considérés comme objets légitimes des désirs homosexuels. Dans certains cas, des relations shudō naissaient entre deux garçons du même âge mais ils étaient toujours divisés entre les rôles de nenja et de wakashū.

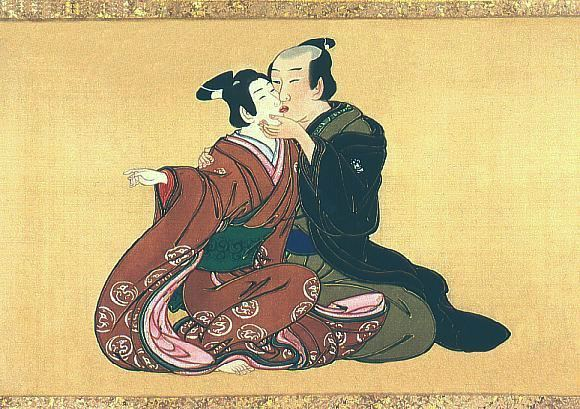
Un homme et un jeune garçon, Miyagawa Isshō, vers 1750; Œuvre shunga faisant partie d'une série de dix (kakemono-e). Notez que le jeune porte un kimono de femme (rouge/rose, ceinture obi double). Le crâne non rasé et les longues manches ouvertes sur le côté indiquent son statut de wakashū.

### Amours homosexuelles dans la classe moyenne
Avec la pacification du Japon vers 1600, la classe moyenne adopta beaucoup de pratiques de la classe des samouraïs et apporta une interprétation plus mercantile aux relations shudō. Les prostitués mâles (kagema), qui passaient souvent pour des apprentis acteurs de kabuki et vendaient leurs services à des femmes et à des hommes, faisaient un métier salubre jusqu'au milieu du XIXe siècle malgré l'augmentation des restrictions. Beaucoup de ces prostitués, ainsi que la plupart des jeunes acteurs de kabuki, étaient des travailleurs vendus enfants aux maisons de prostitution ou aux théâtres, généralement pour un contrat de dix ans. Les relations entre les marchands et les jeunes garçons embauchés dans les boutiques ou comme aide-ménager étaient assez courantes, tout du moins dans l'imaginaire populaire, et étaient l'objet d'histoires érotiques et de plaisanteries populaires. Les jeunes acteurs de kabuki travaillaient souvent comme prostitués et étaient connus des gens à peu près de la même façon que les célébrités dans les médias d'aujourd'hui, étant très recherchés par les clients fortunés, qui luttaient entre eux pour acheter leurs faveurs. Les acteurs onnagata (interprètes des rôles féminins) et wakashū-gata (interprètes des rôles de jeunes garçons) en particulier étaient très recherchés par les clients hommes ou femmes, et étaient très souvent représentés dans les dessins shunga nanshoku ou d'autres œuvres qui pouvaient parfois se vendre très bien.
Les prostitués mâles et les acteurs-prostitués offrant leurs services à des hommes étaient généralement dans la tranche d'âge wakashū, et les hommes adultes n'étaient pas perçus comme des partenaires sexuels désirables ou socialement acceptables pour les autres hommes. Au XVIIe siècle, ces garçons (ou leurs employeurs) cherchaient à maintenir leur attrait en dissimulant leur passage à l'âge adulte et ainsi rallonger leur statut de non-adultes au-delà de leur vingtaine ou même leur trentaine. Cela conduisit à l'apparition de situations, malgré le code shudō, dans lesquelles des hommes pouvaient employer des « garçons » qui étaient en fait plus âgés qu'eux. Cette évolution fut accélérée par les interdictions du milieu du XVIIe siècle sur la représentation de wakashū à longues mèches, un marqueur d'âge important, dans les pièces de kabuki. Une mesure prise pour supprimer l'attrait sexuel des jeunes acteurs et réduire la violente concurrence pour leurs faveurs, qui eut finalement l'effet involontaire de détacher le désir sexuel de l'âge réel, aussi longtemps qu'une apparence juvénile convenable pouvait être entretenue.

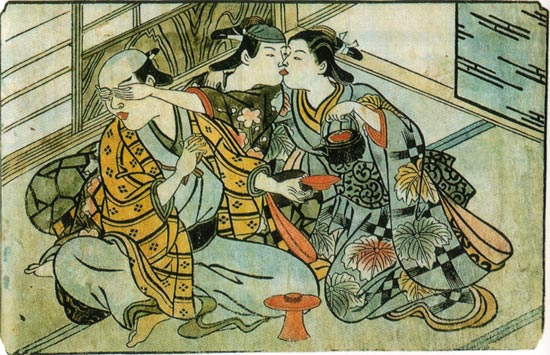
Un wakashū (portant un foulard sur la tête) glisse un baiser à une prostituée dans le dos de son client. Nishikawa Sukenobu, vers 1716–1735. Dessin shunga coloré à la main.

### Amours homosexuelles dans l'art
Ces activités étaient l'objet d'innombrables œuvres littéraires, dont la plupart n'ont jamais été traduites. Cependant, des traductions anglaises (et sûrement aussi françaises) sont disponibles pour les travaux d'Ihara Saikaku qui créa un personnage principal bisexuel dans La vie d'un homme amoureux (1682), ceux de Jippensha Ikku qui parle d'une relation homosexuelle dans À la force du mollet (1802), ainsi que ceux d'Ueda Akinari qui utilise un personnage de bonze homosexuel dans ses Contes de pluie et de lune (1776). De plus, beaucoup de grands artistes de l'époque, comme Hokusai et Hiroshige, représentent également ces amours dans leurs illustrations ukiyo-e, et où ils donnent une tonalité érotique (shunga).
Avoir des relations nanshoku n'était pas considéré comme incompatible avec l'hétérosexualité. Les albums de dessins érotiques dédiés au nanshoku présentaient souvent des images de jeunes femmes (concubines, mekake, ou prostituées, jōrō) ainsi que de beaux adolescents garçons (wakashū) et de jeunes travestis (onnagata). En effet, plusieurs œuvres suggèrent que les situations les plus « enviables » étaient d'avoir beaucoup de jōrō et beaucoup de wakashū. De plus, les femmes étaient considérées comme étant particulièrement attirées par les wakashū et les onnagata, et il est supposé que ces jeunes hommes répondaient à cet intérêt. Ainsi, ceux qui pratiquaient le nanshoku et les jeunes hommes désirés sont considérés comme bisexuels selon la terminologie moderne. Les hommes qui n'étaient considérés que comme homosexuels étaient surnommés « ceux qui détestent les femmes » (onna-gira). Cependant, ce terme avait également connotation à un dégoût agressif vis-à-vis des femmes dans toutes les situations sociales alors qu'il ne désignait qu'une préférence pour les partenaires sexuels masculins.

## Dans le Japon moderne
Malgré les récentes tendances mondiales qui suggèrent un haut niveau de tolérance, ainsi que des scènes ouvertes dans les villes très cosmopolites (comme Tokyo ou Osaka), les homosexuels japonais hommes et femmes cachent souvent leur orientation sexuelle et beaucoup se marient avec des personnes de sexe opposé. La droite a toujours dirigé le Japon depuis 1945, elle est clairement traditionaliste, « familialiste » et donc hostile à la visibilité et aux droits des LGBT (mariage, parentalité...). Il est à rappeler aussi que dans les années 1970, la gauche communiste japonaise tenait un discours violemment homophobe, y compris chez les intellectuels. Très minoritaire, le Parti communiste japonais ne tient plus le même discours aujourd'hui. Les Occidentaux idéalisent souvent la condition homosexuelle au Japon. D'après la chaîne TBS (émission du 1er mai 2013), près d'un quart des jeunes homosexuels ne sont pas scolarisés en raison du « ijime » (intimidations, brimades et humiliations) dont ils sont victimes de la part des autres élèves. En revanche, selon une étude d'un think tank américain remontant à 2007, 28 % des Japonais interrogés estiment que l'homosexualité est inacceptable en société (voir L'Opinion internationale, 23 juin 2011).
En 2015, une étude estime à 7,7 % le nombre d'adultes LGBT au Japon, mais les coming out restent rares.

### Politique et lois
Il n'y a aucune loi au Japon interdisant le comportement homosexuel, et des protections juridiques existent pour les personnes concernées ainsi que pour les personnes transgenres.
Les rapports sexuels consensuels entre adultes du même sexe sont légaux mais certaines préfectures fixent l'âge de la majorité sexuelle des personnes homosexuelles plus haut que celle des personnes hétérosexuelles.
Il existe au Japon des associations LGBT, mais elles sont divisées et défilent séparément à Tokyo.
Alors qu'aucune loi nationale ne protège de la discrimination sur l'orientation sexuelle, des gouvernements locaux, comme celui de Tokyo, ont fait passer plusieurs lois comme l'interdiction de discrimination à l'embauche basée sur l'identité sexuelle.
Les grands partis politiques s'expriment peu en public sur la question des droits des homosexuels. Malgré les recommandations du conseil pour la promotion des droits de l'homme, la Diète du Japon n'a toujours rien voté au sujet de l'orientation sexuelle et aucune loi n'est inscrite dans le code civil.
Quelques personnalités politiques, néanmoins, ont commencé à faire leur coming-out publiquement. Kanako Otsuji, députée d'Osaka, s'est déclarée lesbienne en 2005. Deux ans plus tôt, en 2003, Aya Kamikawa est devenue la première personne transgenre à gagner une élection officielle au Japon. Le parti de l'aube est officiellement favorable au mariage homosexuel[réf. nécessaire].
En 2015, le Premier ministre Shinzo Abe a exprimé des réserves sur le mariage pour les couples de même sexe. Lors des élections législatives d’octobre 2017, le Parti libéral-démocrate (au pouvoir depuis 2012) a promis de faire adopter une loi pour une meilleure considération des LGBT.
En 2003, Aya Kamikawa est la première femme trans élue conseillère municipale au Japon et en 2017, Tomoya Hosoda, le premier homme trans.
En 2023, un juge du tribunal des affaires familiales de Shizuoka a déclaré que la loi de 2003 obligeant à suivre une chirurgie de réassignation sexuelle afin de modifier le registre familial est contraire à la constitution du Japon, ouvrant la voie à une révision de cette loi. Quelques jours plus tard, une décision de la Cour suprême aboutit à la même conclusion concernant l’inconstitutionnalité de la loi. Le tribunal de Okayama accepte pour la première fois en février 2024 une demande de changement de genre sans chirurgie, ouvrant la possibilité pour le requérant Usui Tacaquito de se marier avec sa partenaire.
De plus en plus de municipalités interdisent la pratique de l'outing via des lois locales, le nombre ayant été multipliés par 5 entre 2023 et 2018.
En juillet 2024, la Haute Cour d'Hiroshima permet à une femme trans de changer sa mention à l'état civil sans avoir d'opération de réassignement sexuelle.

### Reconnaissance légale
Au Japon le mariage homosexuel n'est pas reconnu ; il s'agit d'un des deux seuls pays du G7 dans ce cas, l'Italie étant le second. Selon un sondage du quotidien conservateur Yomiuri réalisé en 2020, 61 % des Japonais y sont pourtant favorables.
En 2015 commence un mouvement demandant la reconnaissance légale des couples de même sexe, appelée « partenariat enregistré » par les villes. Neuf l'ont déjà adopté, ou sont en cours :
- Shibuya, arrondissement spécial de Tokyo, 208 371 habitants (1er avril 2015)[37],[38],[39].
- Setagaya, arrondissement spécial de Tokyo, 837 185 habitants (5 novembre 2015)[40],[41].
- Iga, 91 876 habitants (prévu pour avril 2016)[42],[43].
- Takarazuka, 222 198 habitants (appliqué par Tomoko Nakagawa le 1er juin 2016)[44],[45],[46].
- Naha, 315 504 habitants (adopté le 22 février 2016, appliqué le 17 juillet 2016)[47],[48].
- Sapporo, 1 948 262 habitants (adopté en 2017)[49].
- Fukuoka, 1 502 354 habitants (adopté en 2018)[49].
- Osaka, 2 663 096 habitants (adopté en 2018)[49].
- Kurashiki, promulgué par Kaori Itō, en 2018[50].
- Wakō, promulgué par Mitsuko Shibasaki en 2021[51].
- Miyoshi, promulgué par Miho Takai en 2021[52].
- Tochigi, promulgué par Hideko Ōkawa, en 2020[53].
- Nakano, arrondissement spécial de Tokyo, 322 731 habitants (adopté en 2018)[49].
- Adachi, arrondissement spécial de Tokyo, adopté en 2021 par Yayoi Kondo, maire d'Adachi[54].
- Tokyo (adopté en 2022)[55],[56].

En mars 2021, la cour de première instance de Sapporo juge que la non-reconnaissance du mariage homosexuel est contraire à l’article 14 de la Constitution, disposant que « tous les citoyens sont égaux devant la loi ».
En juin 2022, 219 municipalités japonaises avaient adopté ce partenariat civil, et elles étaient 328 en juin 2023.
La Haute Cour de Sapporo juge en mars 2024 que ne pas permettre aux couples du même sexe de se marier est une violation de leur droit constitutionnel à l'égalité, et pousse le gouvernement à légiférer sur le sujet.
Le 28 mai 2024, deux hommes homosexuels — Yutaro Fujiyama et Keita Matsuura — sont officiellement reconnus comme couple par leur ville d’Omura, qui les a inscrit dans ses registres en tant que couple, alors que le pays est le seul membre du G7 où le mariage homosexuel n’est pas officiellement reconnu.

## Tableau récapitulatif
| Dépénalisation de l’homosexualité                               | Depuis 1880                              |
| Majorité sexuelle identique à celle des hétérosexuels           | Depuis 1880 (sauf certaines préfectures) |
| Interdiction des discriminations liées à l'orientation sexuelle | Non                                      |
| Interdictions des discriminations liées à l'identité de genre   | Non                                      |
| Partenariat civil                                               | Non                                      |
| Mariage civil                                                   | Non                                      |
| Adoption conjointe dans les couples de personnes de même sexe   | Non                                      |
| Droit pour les gays de servir dans l’armée                      | Oui                                      |
| Droit de changer légalement de sexe                             | Depuis 2003, loi réformée en 2008        |
| Gestation pour autrui pour les gays                             | Non                                      |
| Accès aux FIV pour les lesbiennes                               | Non                                      |
| Autorisation du don de sang pour les HSH                        | Oui                                      |